# Le Jeune docteur Kildare (film)
Pour la série télévisée, voir Le Jeune Docteur Kildare (série télévisée).
Série Dr Kildare
La Loi du milieu
(1937) On demande le docteur Kildare
(1939)
Pour plus de détails, voir Fiche technique et Distribution.
Le Jeune docteur Kildare (Young Dr. Kildare) est un film américain en noir et blanc réalisé par Harold S. Bucquet, sorti en 1938.
Il s'agit du deuxième des dix films mettant en scène le personnage du docteur Kildare, mais le premier tourné par les studios MGM.

## Synopsis
Le docteur Kildare est un stagiaire idéaliste fraîchement diplômé qui bénéficie des conseils avisés de son mentor expérimenté, le docteur Gillespie.

## Fiche technique
- Titre original : Young Dr. Kildare
- Titre français : Le Jeune docteur Kildare
- Réalisation : Harold S. Bucquet
- Scénario : Harry Ruskin, Willis Goldbeck, d’après le roman de Max Brand
- Direction artistique : Cedric Gibbons
- Photographie : John F. Seitz
- Montage : Elmo Veron
- Musique : David Snell
- Production : Lou L. Ostrow (non crédité)
- Société de production : Metro-Goldwyn-Mayer
- Pays d'origine :  États-Unis
- Langue d'origine : anglais
- Format : Noir et blanc - 35 mm - 1,37:1 - son mono (Western Electric Sound System)
- Genre : Drame hospitalier
- Durée : 82 minutes
- Dates de sortie :
  - États-Unis : 14 octobre 1938
  - France : 9 août 1939

## Distribution
- Lew Ayres : Dr James Kildare
- Lionel Barrymore : Dr Leonard Gillespie
- Lynne Carver : Alice Raymond
- Nat Pendleton : Joe Wayman
- Jo Ann Sayers : Barbara Chanler
- Samuel S. Hinds : Dr Stephen Kildare
- Emma Dunn : Mme Martha Kildare
- Walter Kingsford : Dr P. Walter Carew
- Truman Bradley : Jack Hamilton
- Monty Woolley : Dr Lane-Porteus
- Pierre Watkin : M. Robert Chanler
- Nella Walker : Mme Chanler
- Roger Converse : Dr Joiner

Acteurs non crédités
- Clinton Rosemond : Conover
- Emmett Vogan : Détective Herman

### Films MGMDocteur Kildare
- 1938 : Le Jeune docteur Kildare (Young Dr. Kildare)
- 1939 : On demande le docteur Kildare (Calling Dr. Kildare)
- 1939 : Le Secret du docteur Kildare (The Secret of Dr. Kildare)
- 1940 : L'Étrange Cas du docteur Kildare (Dr. Kildare's Strange Case)
- 1940 : Docteur Kildare, médecin de campagne (Dr. Kildare Goes Home)
- 1940 : Dr. Kildare's Crisis (inédit en France)
- 1941 : The People vs. Dr. Kildare (inédit en France)
- 1941 : Dr. Kildare's Wedding Day (inédit en France)
- 1942 : Dr. Kildare's Victory (inédit en France)